# NGC 4216
NGC 4216 is een balkspiraalstelsel in het sterrenbeeld Maagd. Het hemelobject werd op 17 april 1784 ontdekt door de Duits-Britse astronoom William Herschel.

## Synoniemen
- UGC 7284
- MCG 2-31-72
- ZWG 69.112
- VCC 167
- IRAS 12133+1325
- PGC 39246